# R13 (药物)
R13是一种小分子黄酮类化合物药物，可口服给药，是脑源性神经营养因子的受体——Trk受体B（TrkB）的选择性激动剂，用于阿茲海默症的治疗。